# Lasioglossum mesembryanthemi
Lasioglossum mesembryanthemi là một loài Hymenoptera trong họ Halictidae. Loài này được Cockerell mô tả khoa học năm 1926.

## Hình ảnh

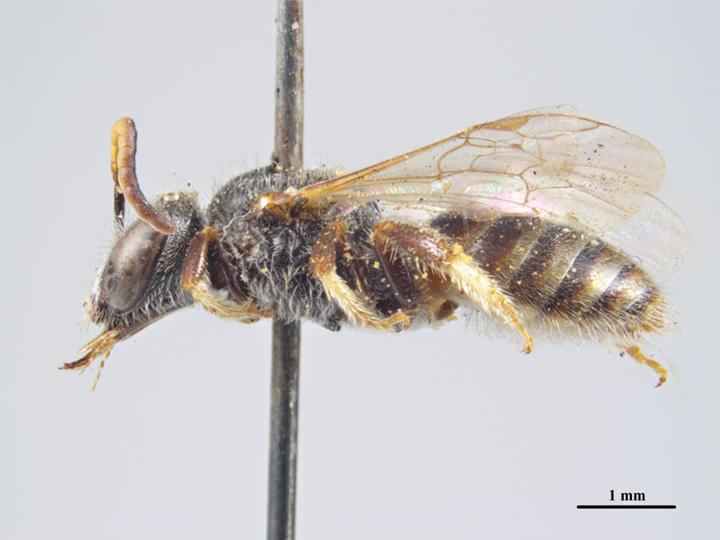